# 月贤
月贤，又称達瓦桑波，是傳説中香巴拉王國第一位國王。
根據印度與西藏傳說，他曾請佛陀到王國向佛陀學佛。但他不願放棄世俗享樂和责任因此佛陀傳他時輪金剛法。
他是金剛手菩薩化身。其中一个十地菩薩，在他執政下香巴拉成為開明社會。